# Pinons muskaatduif
De Pinons muskaatduif (Ducula pinon) is een vogel uit de familie der Columbidae (Duiven en tortelduiven). De vogel is genoemd naar Rose Pinon, de vrouw van de Franse ontdekkingsreiziger Louis de Freycinet.

## Verspreiding en leefgebied
Deze soort is endemisch in Nieuw-Guinea en telt drie ondersoorten:
- D. p. pinon: de Aru-eilanden, West-Papoea (eilanden Misool, Salawati, Batanta en Waigeo), verder het noordwesten en het zuiden  van het hele hoofdeiland Nieuw-Guinea.
- D. p. jobiensis: eiland Japen en noordelijk Nieuw-Guinea vanaf de Geelvinkbaai tot het Huonschiereiland.
- D. p. salvadorii: de D'Entrecasteaux-eilanden en de Louisiaden.